# شفايغرن
شوايغرن (بالألمانية: Schwaigern) هي مدينة وبلدة ألمانية تقع في ألمانيا في بادن-فورتمبيرغ. يقدر عدد سكانها بـ 11,065 نسمة .

## المدن التوأمة
مدن Nottwil ولا تيست دي بوخ هي مدن توأمة لـشوايغرن.

## أعلام
- غونثر هاينريش فون بيرغ